# Чапек, Франтишек
Франтишек Чапек (чеш. František Čapek; 24 октября 1914, Бранице — 31 января 2008, Прага) — чехословацкий гребец-каноист, выступал за сборную Чехословакии в конце 1940-х — середине 1950-х годов. Чемпион летних Олимпийских игр в Лондоне, серебряный призёр чемпионатов мира, победитель многих регат национального и международного значения. Также известен как тренер по гребле на байдарках и каноэ.

## Биография
Франтишек Чапек родился 24 октября 1914 года в деревне Бранице Королевства Богемия (ныне входит в состав Южночешского края Чехии). В детстве активно занимался боксом, а в греблю на байдарках и каноэ перешёл уже в достаточно зрелом возрасте из-за полученного перелома стопы. Сначала проходил подготовку в пражском спортивном клубе KVS, позже после окончания Второй мировой войны перешёл в армейский столичный клуб «Дукла». Был участником Пражского восстания 1945 года.
Первого серьёзного успеха на взрослом международном уровне добился в 1948 году, когда попал в основной состав чехословацкой национальной сборной и благодаря череде удачных выступлений удостоился права защищать честь страны на летних Олимпийских играх в Лондоне. Соревнования начались для него не очень удачно — перед каждой гонкой он традиционно делал 30 отжиманий, но в этот раз не смог их сделать. Тем не менее, саму десятикилометровую дистанцию одиночных каноэ он преодолел без проблем, обогнав всех своих соперников с большим преимуществом (ближайший преследователь американец Френк Хейвенс отстал на 200 метров и проиграл более 35 секунд), завоевав тем самым золотую олимпийскую медаль.
Став олимпийским чемпионом, Чапек остался в основном составе гребной команды Чехословакии и продолжил принимать участие в крупнейших международных регатах. Так, в 1950 году он выступил на мировом первенстве в Копенгагене, но не попал там в число призёров, оказавшись в итоговом протоколе на четвёртой позиции. В 1954 году побывал на чемпионате мира во французском Маконе, откуда привёз награду серебряного достоинства, выигранную в программе каноэ-одиночек на дистанции 10000 метров — в финале его обошёл соотечественник Иржи Вокнер. Вскоре по окончании этих соревнований принял решение завершить спортивную карьеру, уступив место в сборной молодым чехословацким гребцам.
Впоследствии ещё в течение многих лет оставался в гребле в качестве тренера, в частности занимался подготовкой талантливых спортсменов в своём клубе «Дукла». В 1978 году отошёл от спортивной деятельности и затем находился на пенсии.
Умер 31 января 2008 года в Праге в возрасте 93 лет.